# 黔陶布依族苗族乡
黔陶布依族苗族乡是中华人民共和国贵州省貴陽市花溪区下辖的一个民族乡。

## 行政区划
黔陶布依族苗族乡下辖以下村级行政区划单位：
黔陶社区、黔陶村、关口村、谷洒村、半坡村、马场村、骑龙村和赵司村。